# 幌

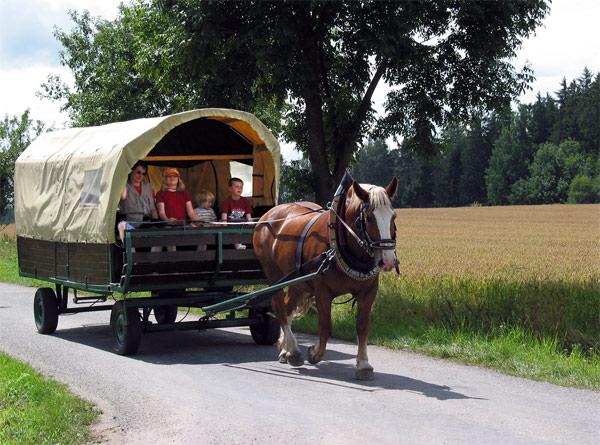
幌馬車

幌（ほろ）（英: tarpaulin 、英: tarp ）は、風雨や砂ぼこりなどを防ぐために車両などを覆うための防水布。トラック、オープンカー、鉄道車両、乳母車、馬車などに用いられ、これを取り付けた馬車は幌馬車と呼ばれる。

## 自動車における幌

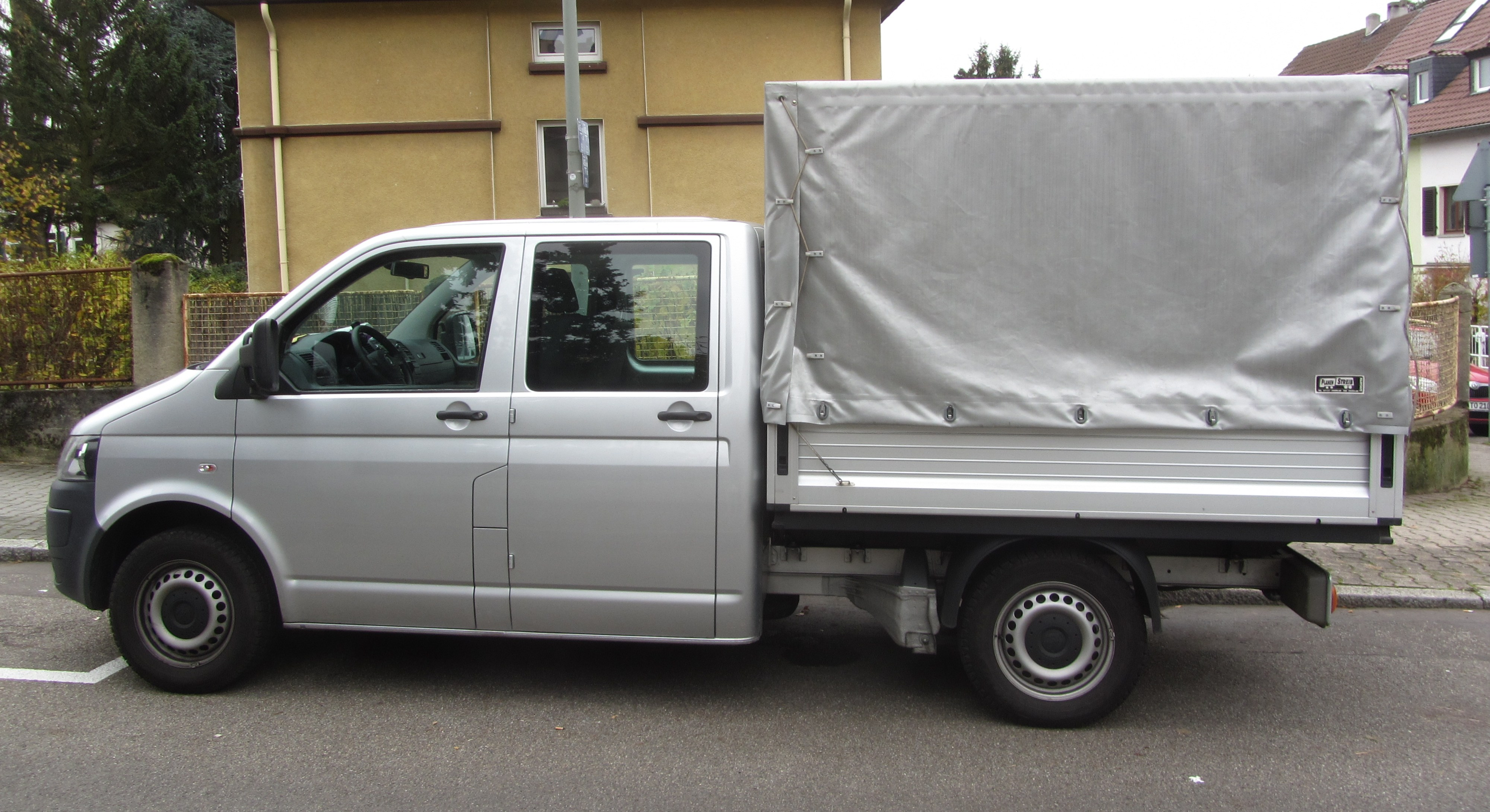
荷台が幌で覆われたトラック

### トラック

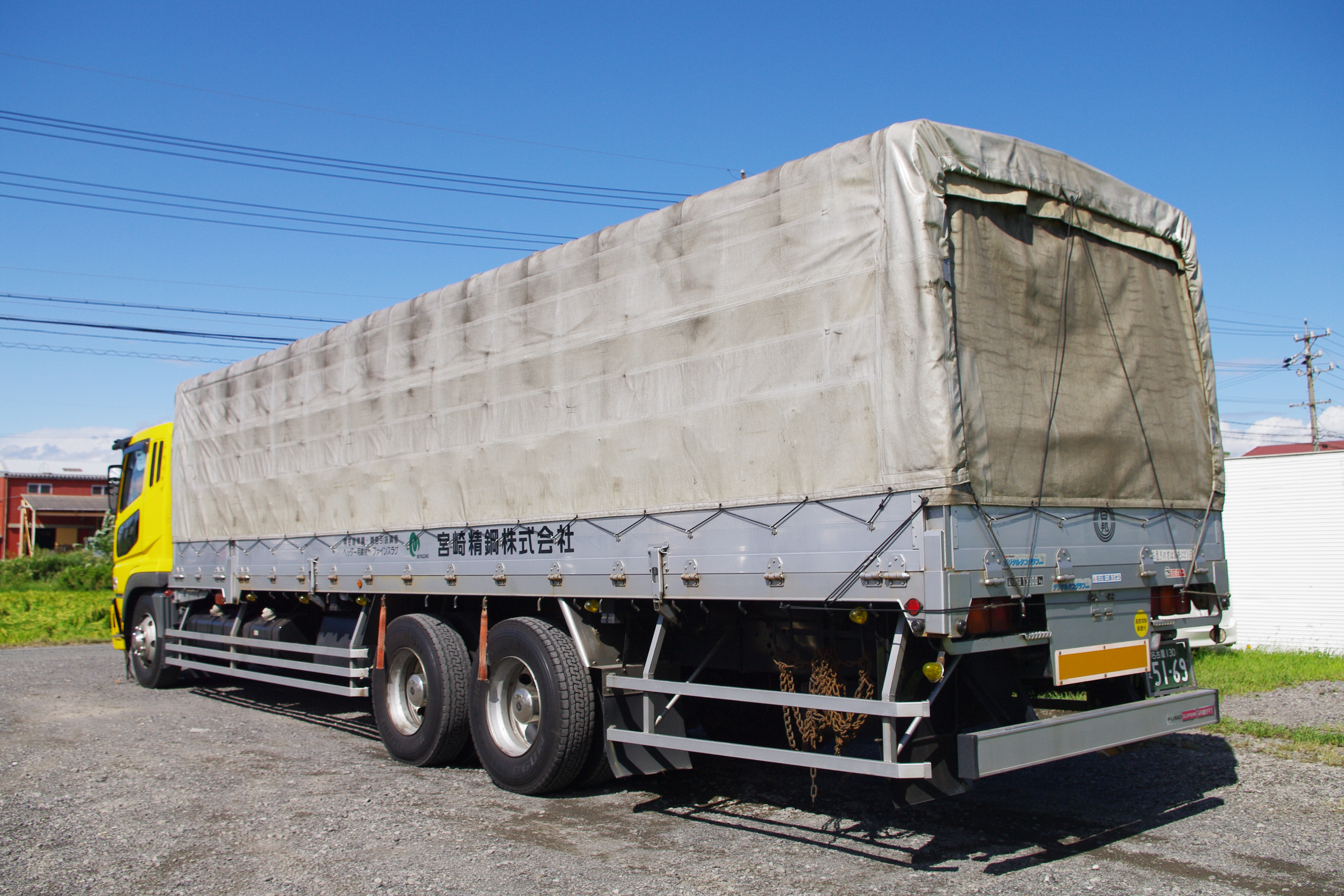
三菱ふそう・スーパーグレート 荷台が幌構造

トラックの荷台部分に架装して積荷を風雨や直射日光から保護するために使用する。荷台に幌骨と呼ばれる金属製の枠組を取り付け、その上から幌をかぶせて組み立てる。素材は綿やポリエステル製の帆布が使われている。荷室の後面のみが開閉できるものが多いが、側面もカーテン状に開閉できるものや、アコーディオン（蛇腹）式に折りたためるものなど、バリエーションがある。
車体工法が未熟であった黎明期以来、平ボデー+幌はトラックの標準であったが、紫外線による劣化と飛散物によって雨漏りが発生することがあり、特に高速道路の利用機会が増えると強い走行風により劣化と破損が助長され、最悪の場合、幌自体が脱落飛散し後続車に覆いかぶさって大事故に繋がりかねないリスクもある。他にもバタつきによる騒音などの問題から、長距離便を主とする大型車を中心に、耐久性の高いアルミ合金製の荷箱やウィングボディの普及により、現在では少数派となっている。しかし金属の荷箱に比べ軽いというメリットから、積載力が限られ近距離便を主とする軽トラックをはじめ小型車を中心に現在でも利用される。

### 乗用車

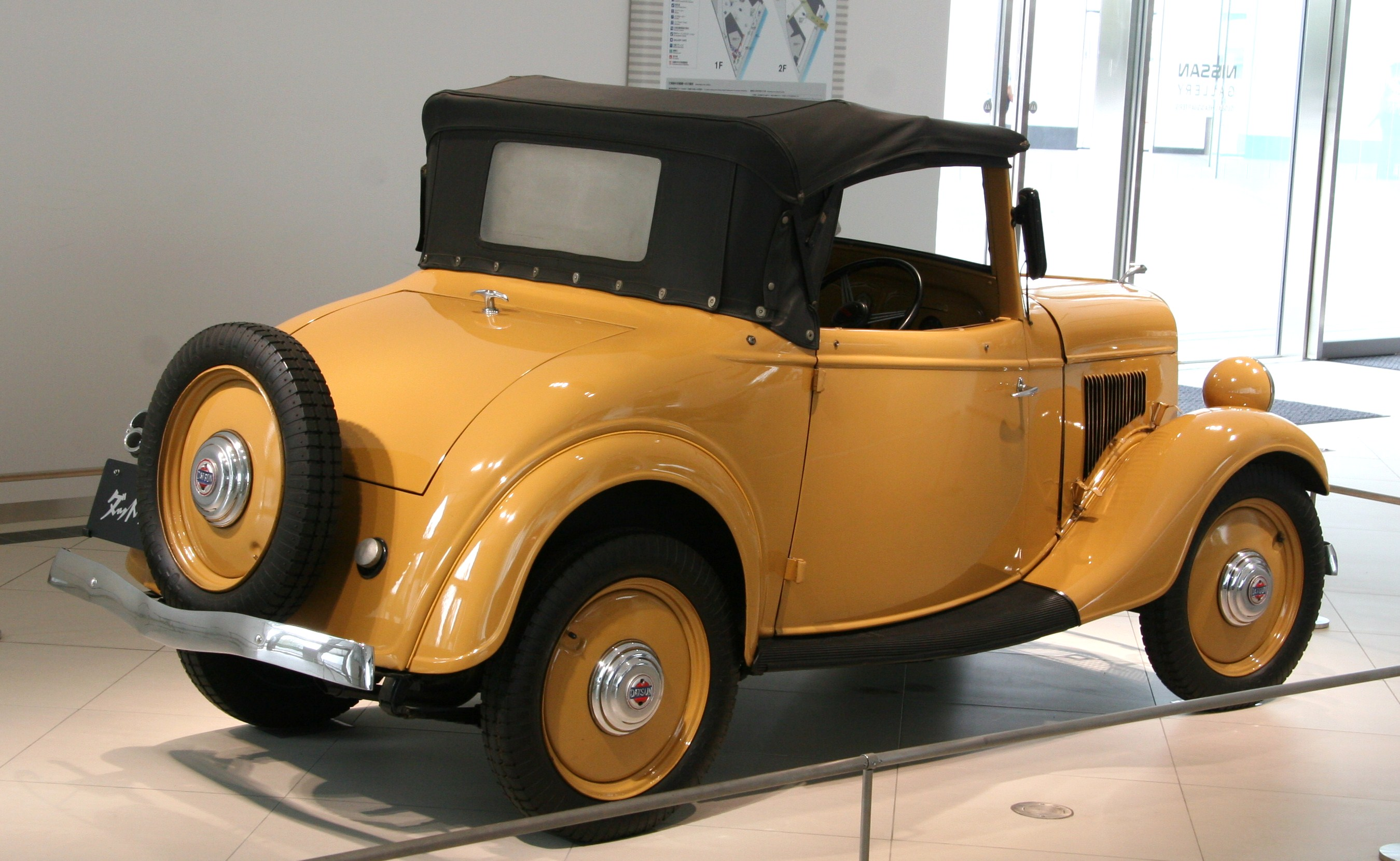
ダットサン14型
ロードスター

乗用車では、幌の構造から、キャビン上半が全て幌の「ソフトトップ」、サッシ付きまたはフルドアを持ち、屋根のすべてまたは大半が幌の「キャンバストップ」、リアドアより後ろのみが幌の「ランドーレット」などがあり、乗員が風雨や直射日光を避けるため、あるいは風や陽光を浴びるため、開閉、もしくは着脱を選択できる。開閉式のものでは、手動以外に電動のものもある。
ソフトトップの詳細はオープンカーを参照。

### 連節バス

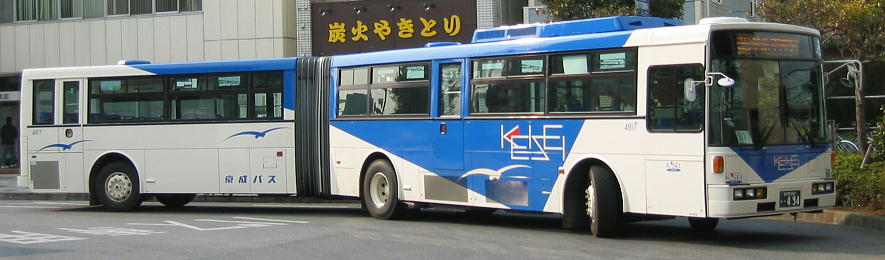
京成バスのボルボ・B10M
(アステローペの連接版)

連節バスでは鉄道車両と同様に、車体間を結ぶために使用されている。

## 建築における幌
膜構造として分類される。
簡易なものでは溶接を用いて構築した鋼製フレームに幌をかけた店舗や住宅等の庇状のものがあり、大規模なものでは野球場の屋根を覆うものがある。

## 鉄道における幌
列車の車両間に使用されており、以下の2つの種類がある。

### 外幌
車両間の外側に設置される幌は外幌と呼ばれている。
列車編成として空気抵抗やそれによる騒音を少なくするための一環として設置される。車両間にプラットホームから利用者が転落するのを防止するためのものは、転落防止幌（ガードスクリーン）とも呼ばれる。このタイプの場合、転落防止が主目的のため、車両間が密着している必要はない。

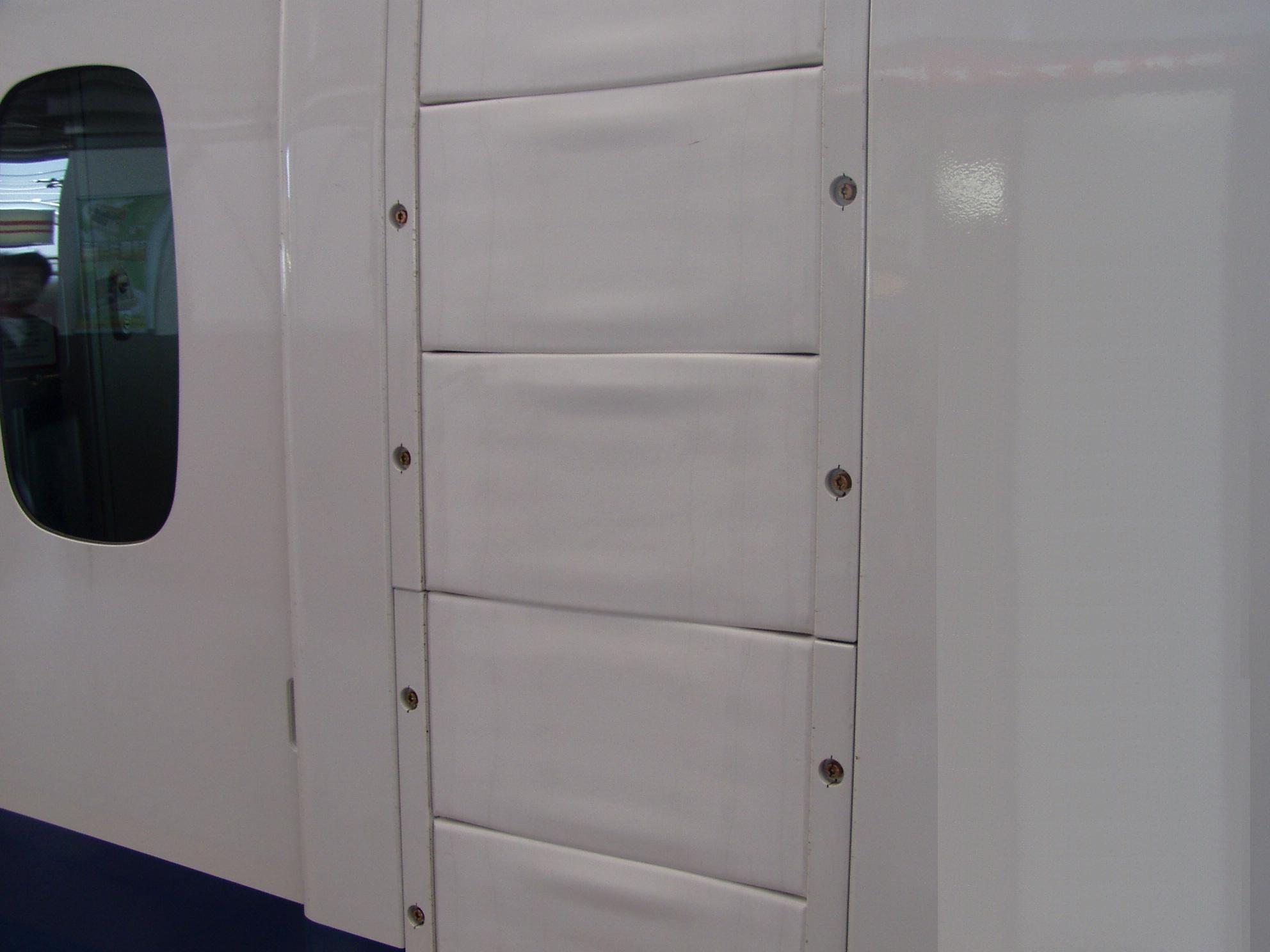
外幌の一種、全周幌 新幹線N700系電車
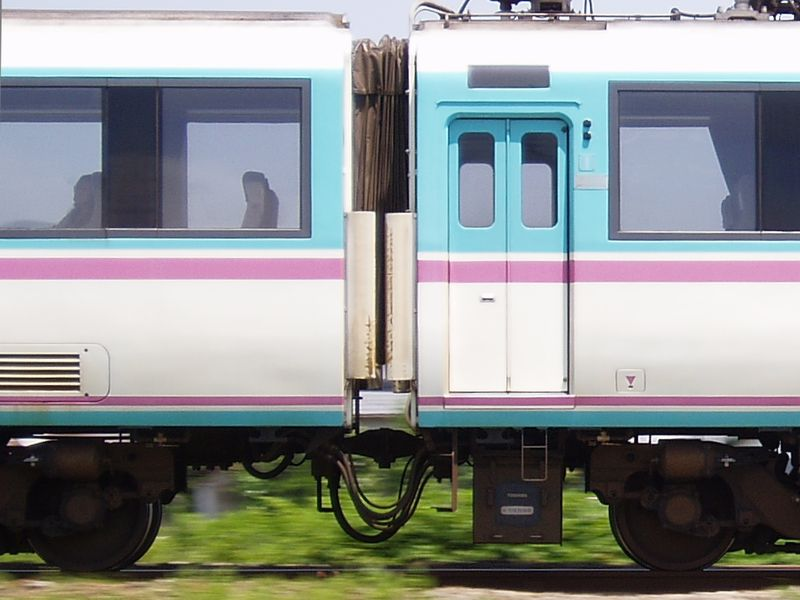
幌の一種、転落防止幌 小田急20000形電車
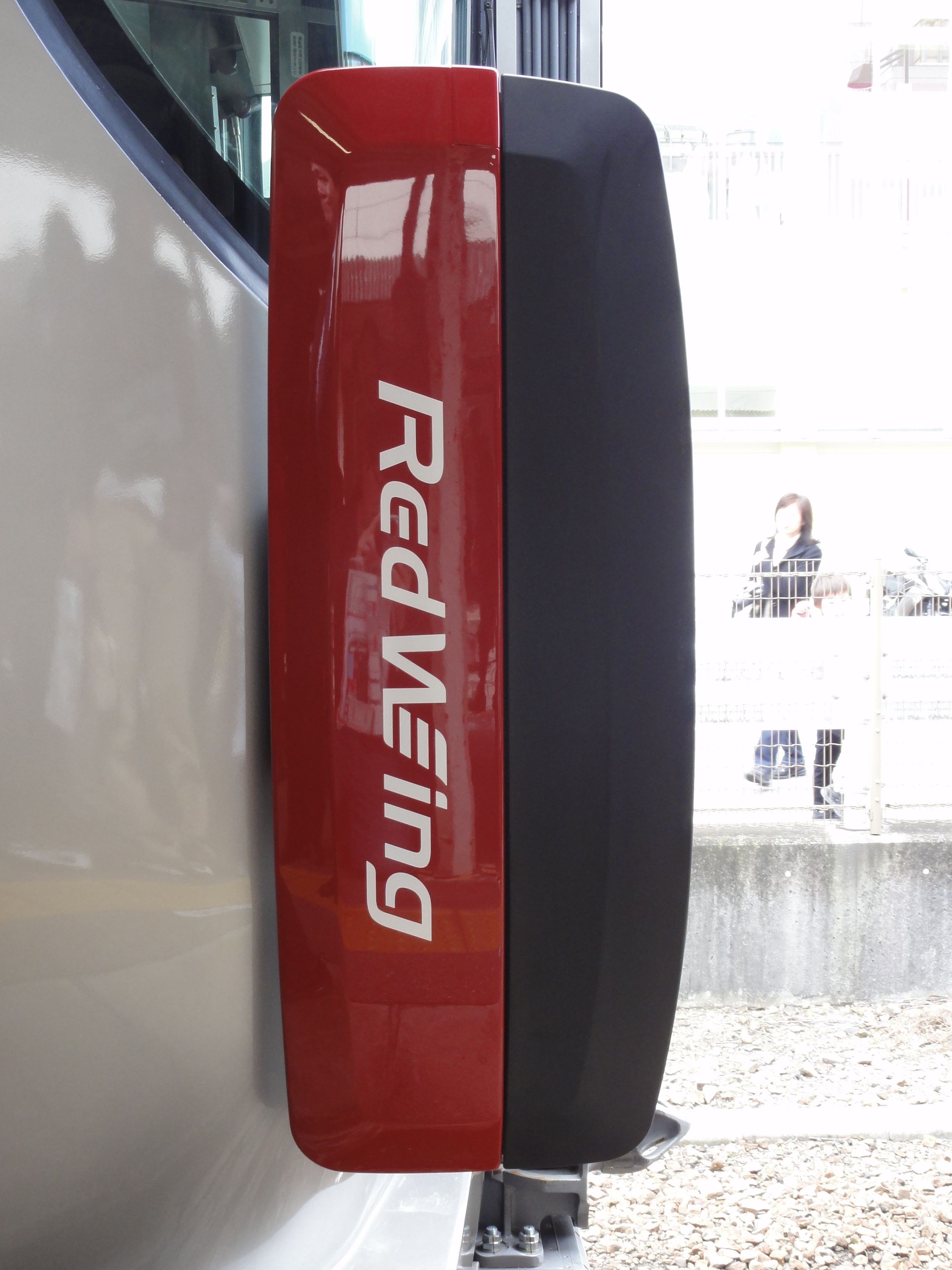
外幌の一種、先頭車間転落防止幌 JR西日本227系電車

### 貫通幌
車両間の通路を構成する蛇腹状の覆いは貫通幌（かんつうほろ・主にターポリン製）といい、人が車両から隣の車両へと移動する際、安全に移動できるように設置されている。
両側についている貫通幌を両幌、片側のみに付けられている幌は片幌といわれる。取り外し可能な幌は、常時外して運用することがある。また、多層建て列車の場合は、併合時にどちらにも幌がない、あるいは両方ともに幌があって列車間を貫通させられなくなる事態を避けるため、分割時にどちらの車両に幌を残しておくか、車両や乗務員同様幌にも「運用」が存在することもある。
両幌は両端に金属製の枠があり、これと車体側の枠とをつなげて連結などに使用する。多くの場合上部にはフックなどがあり、折りたたみ時にずれないようになっている。車体に固定する場合は回転式の閂を使って留めるが、鉄道会社によってその取付場所が異なる。
また、編成の先頭（最後尾）に出る車両の貫通扉の周囲を一段凹ませて幌を収納可能にし、幌が付いていてもスマートに見せる仕様も見られる。これらは幌がない場合も、幌枠に似せた金属無地の枠を出しているデザインが多い。
清掃等の整備に手間がかかったり、重量があって作業性が悪いことなどは貫通幌の難点といえる。この難点を解消する為に、自動貫通幌引出装置を搭載した車両や、あらかじめ幌アダプターが搭載された車両がある。
外国の車両ではかつてゴム製の太い筒を貫通路の上部と左右に配置し、これを連結時にいくらか潰して密着させるタイプの幌が広く普及していたが、急カーブなどで幌同士の間に隙間ができる危険がある。

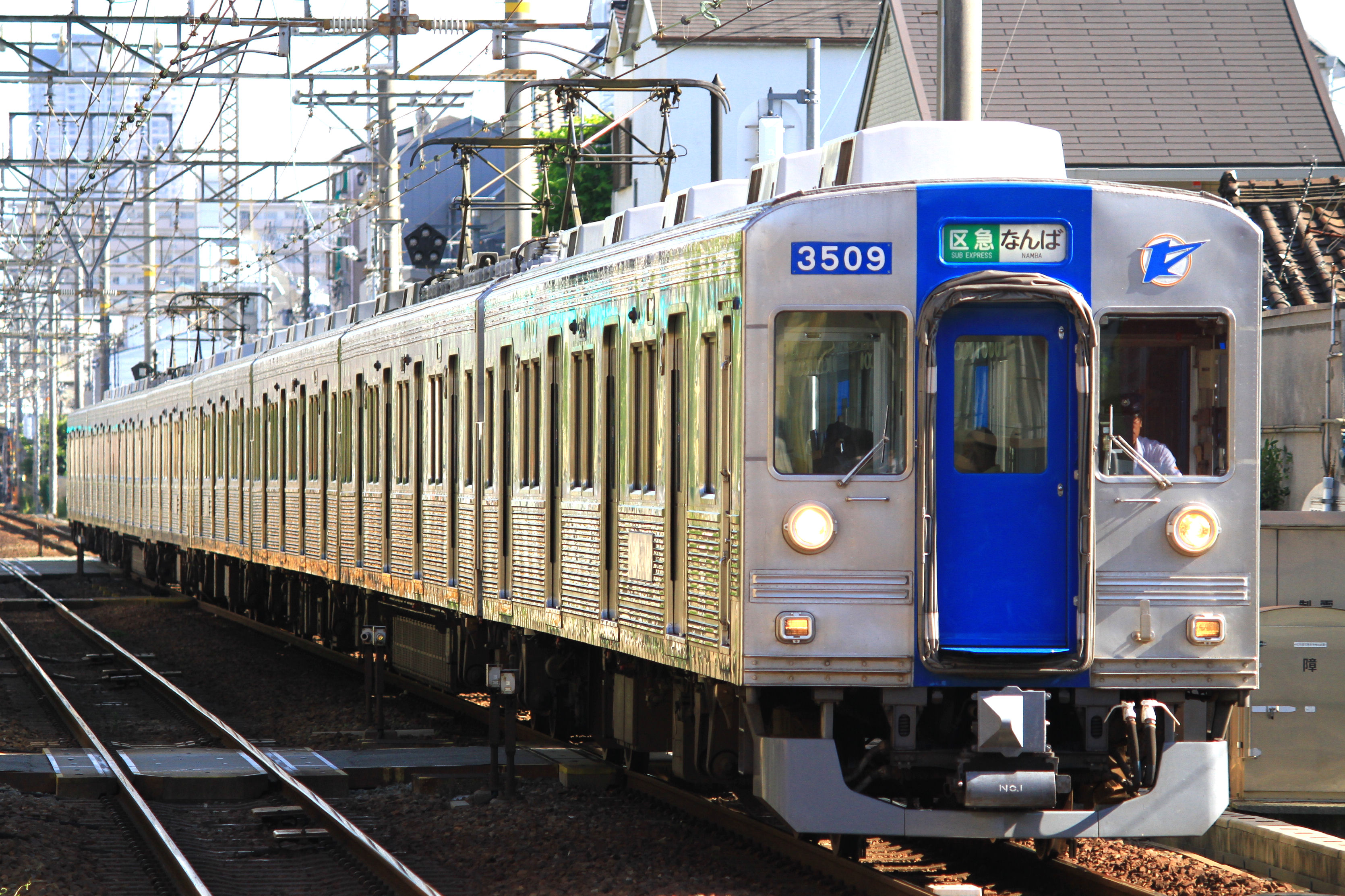
大阪府都市開発3000系電車。先頭車の前面に見える四角いグレーのものが貫通幌
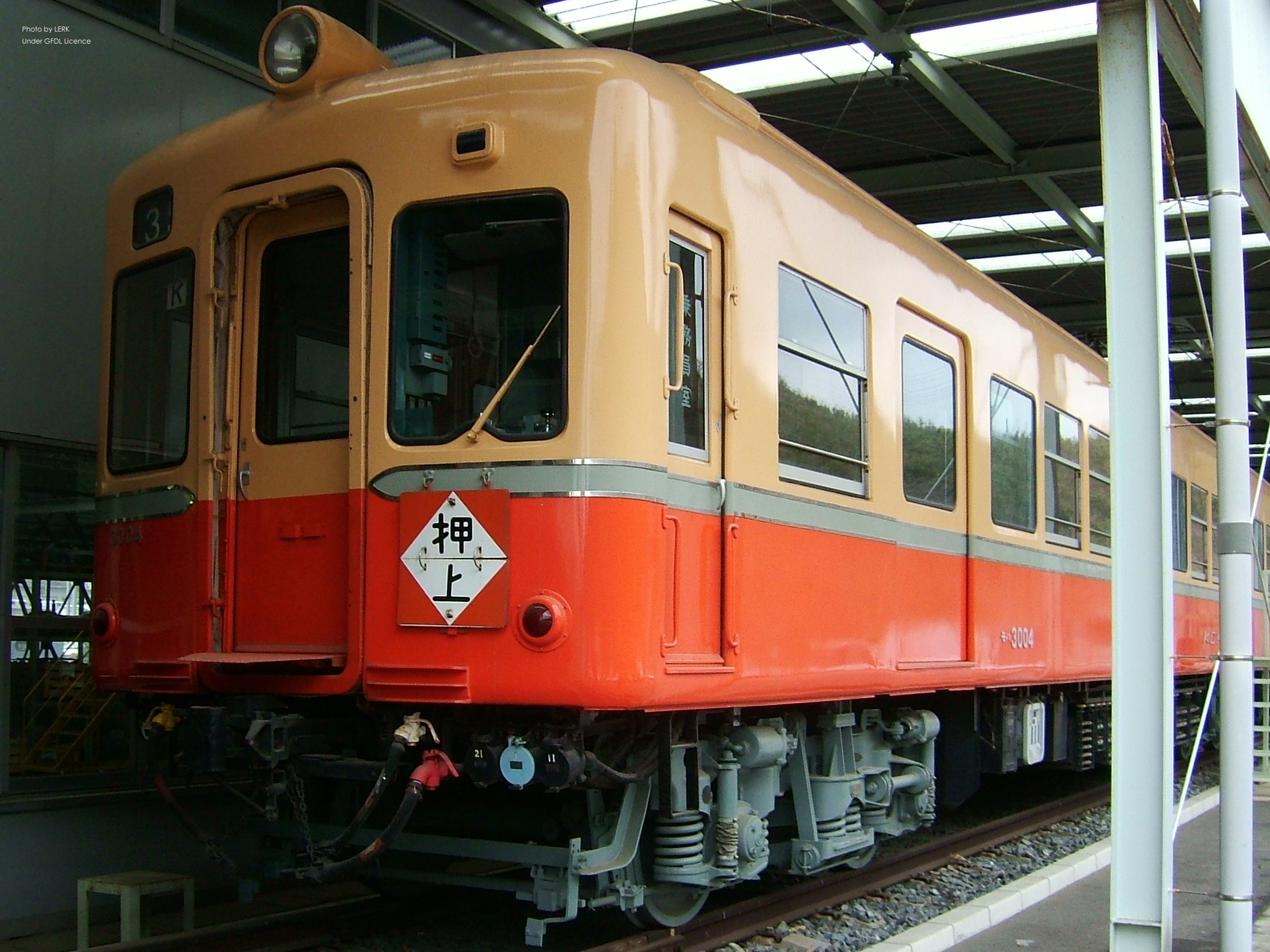
京成3000形電車。幌収納枠を持つ車両の例
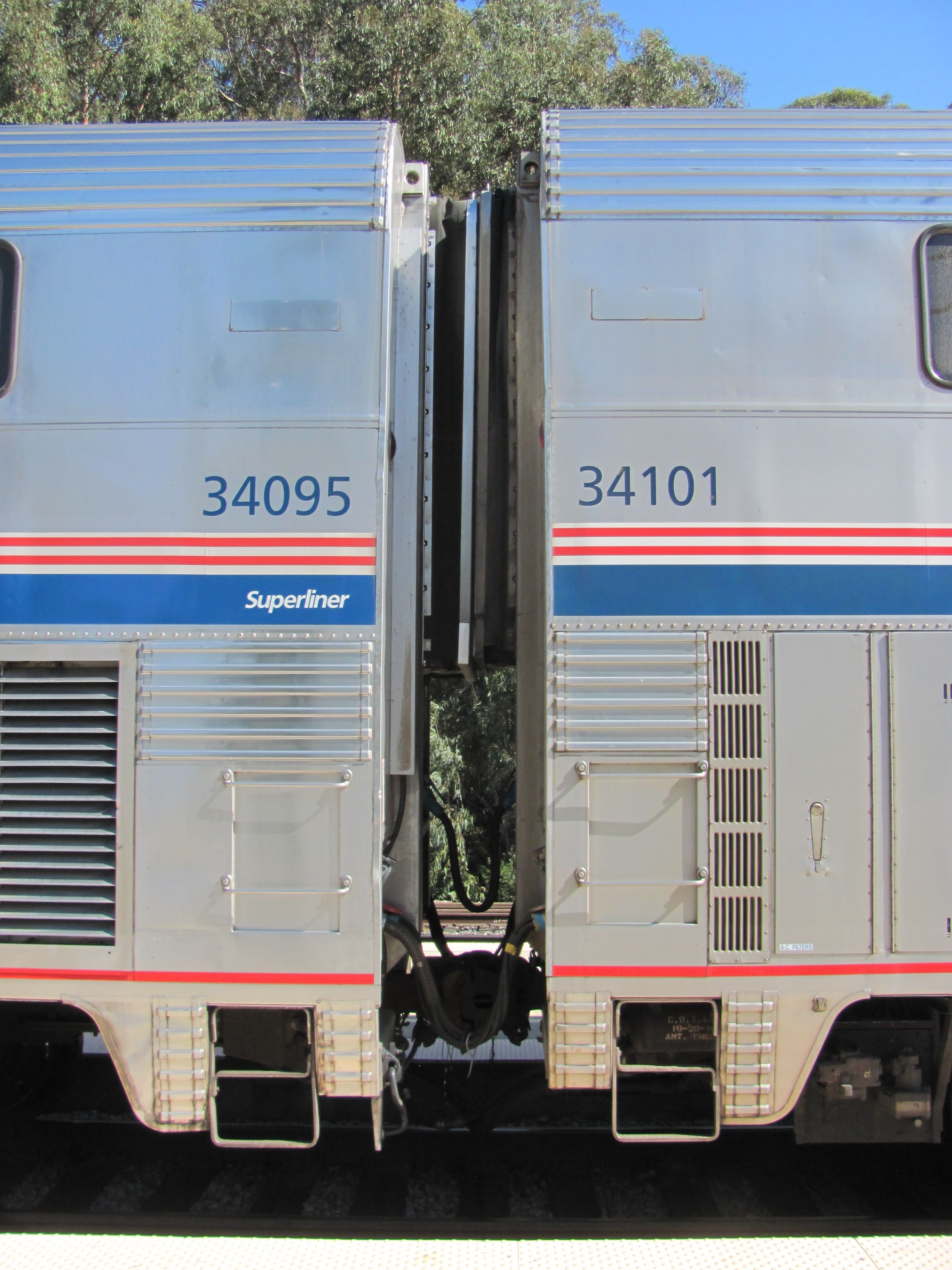
米国アムトラックのスーパーライナー。幌枠全体を密着させ合わせる車両の例。カーブなどでは隙間ができるため、幌内での立ち止まりは危険である。

#### つり幌
貫通幌の一種で、構造は貫通幌の左右上にばね装置を取り付け、幌をそれに吊りかけているものをつり幌という。
構造上ばね装置が視界の妨げになったり、保守や連結作業に手間がかかる等の理由で、近年つり幌を採用した新造車はまったくといってよいほどなく、現行車両も少なくなりつつあり、衰退している。

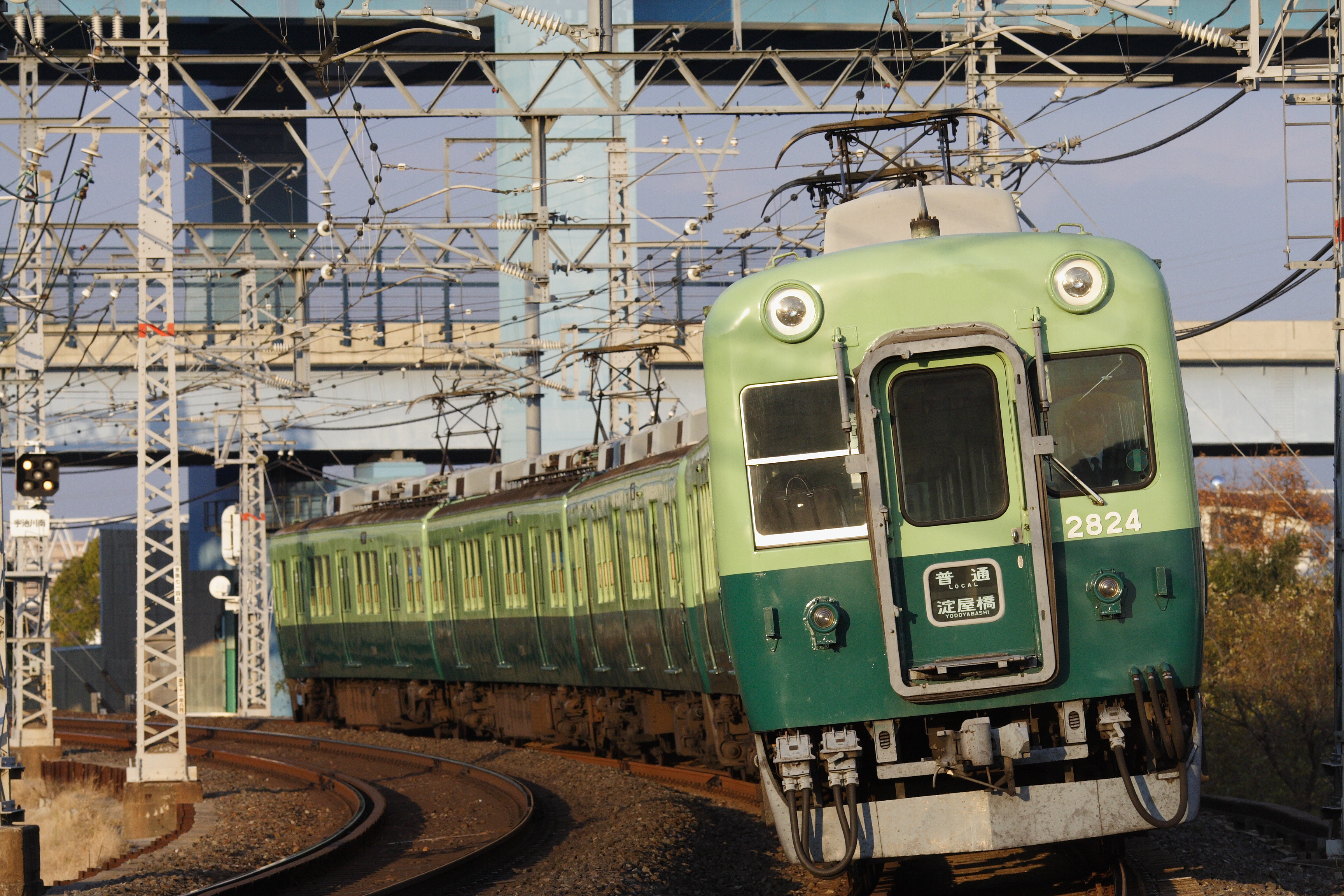
つり幌を使用した車両。幌の左右上部に吊りばねが取り付けられている。京阪2600系電車（0番台）

#### 外国の貫通幌
最近のヨーロッパでは主として車体正面部にゴム製の円い幌をつけている。元々はアメリカ流儀のもので、かつては防水素材の幌をばねの力で圧着させていた。イギリスやアメリカではセンターバッファ（緩衝器）付きの巨大な幌が使われ、韓国、中国などアジア諸国にも採用されている。
日本の国鉄線では自動連結器交換前に類似のものが客車で使われていたが、自連化後にこちらも吊り幌へと交換された。私鉄では新京阪鉄道（現阪急京都線）のP-6形に採用されたのが唯一の例であるが、保守に手間がかかり前方が見えないなどの理由で1960年代に撤去された。

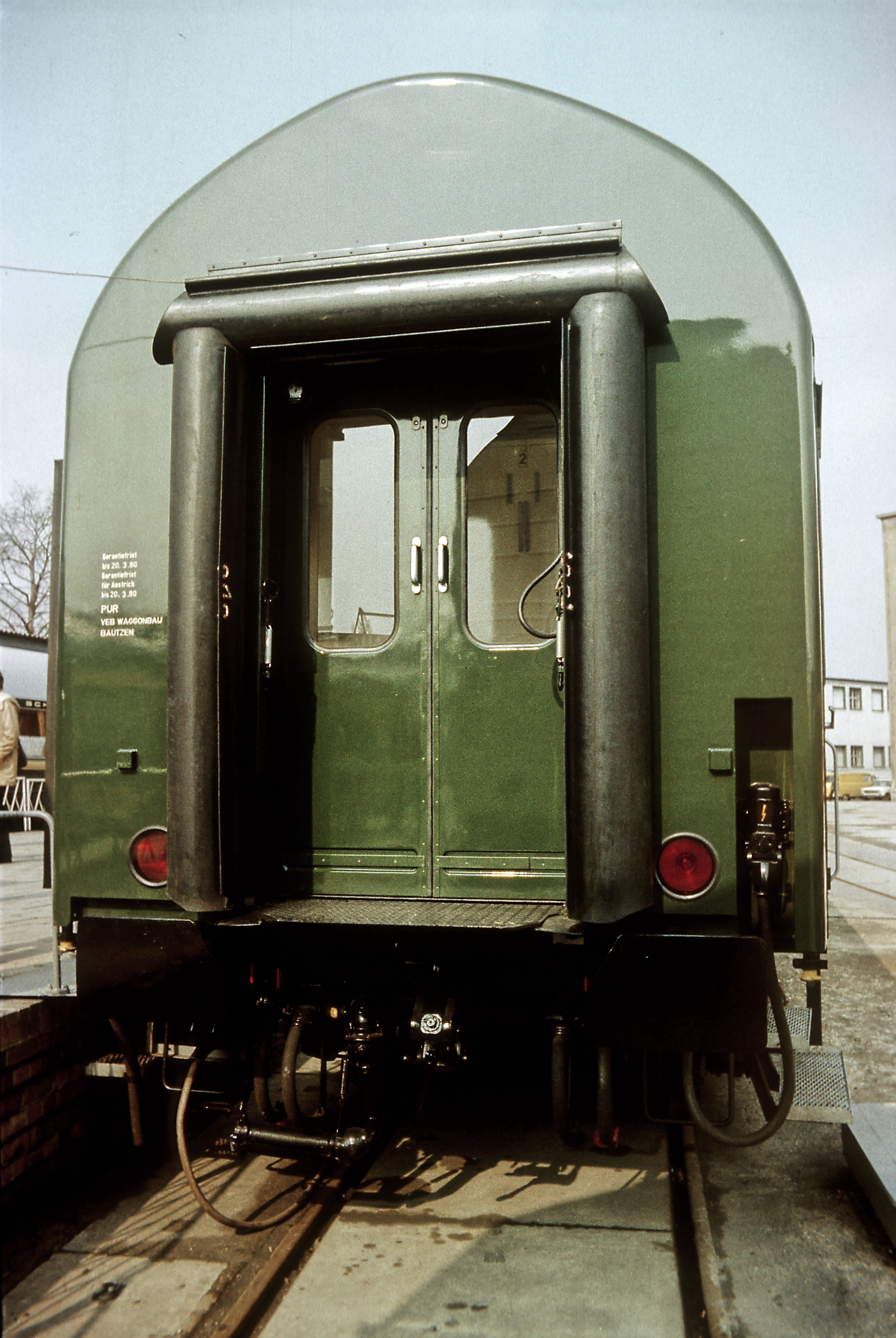
旧東ドイツのゴム式圧着幌。現在では欧州全域に広く普及。
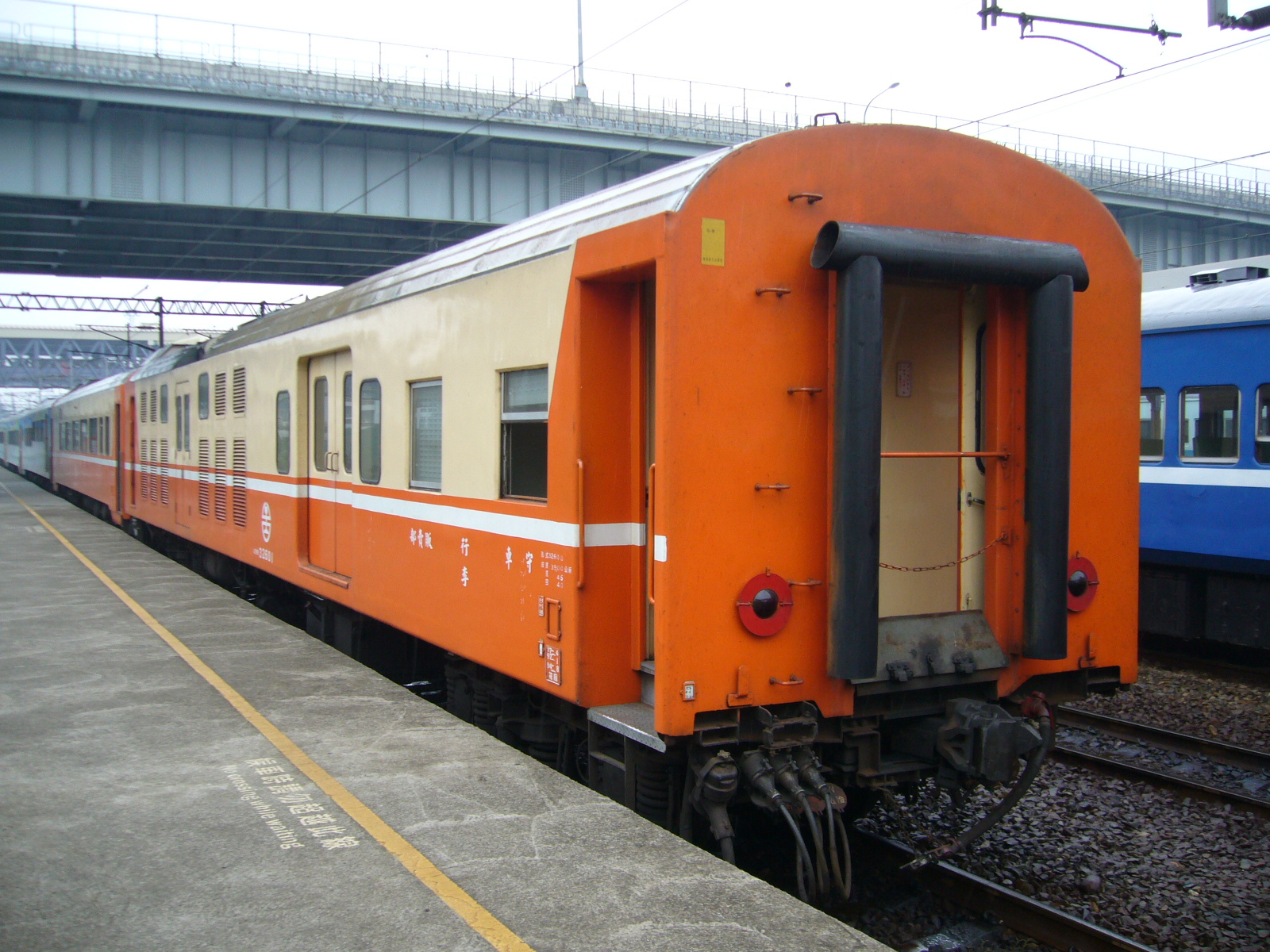
台鉄電源荷物車。ゴムの幌枠を持つ海外の車輌の例。連結時はこれを密接させるのみである。
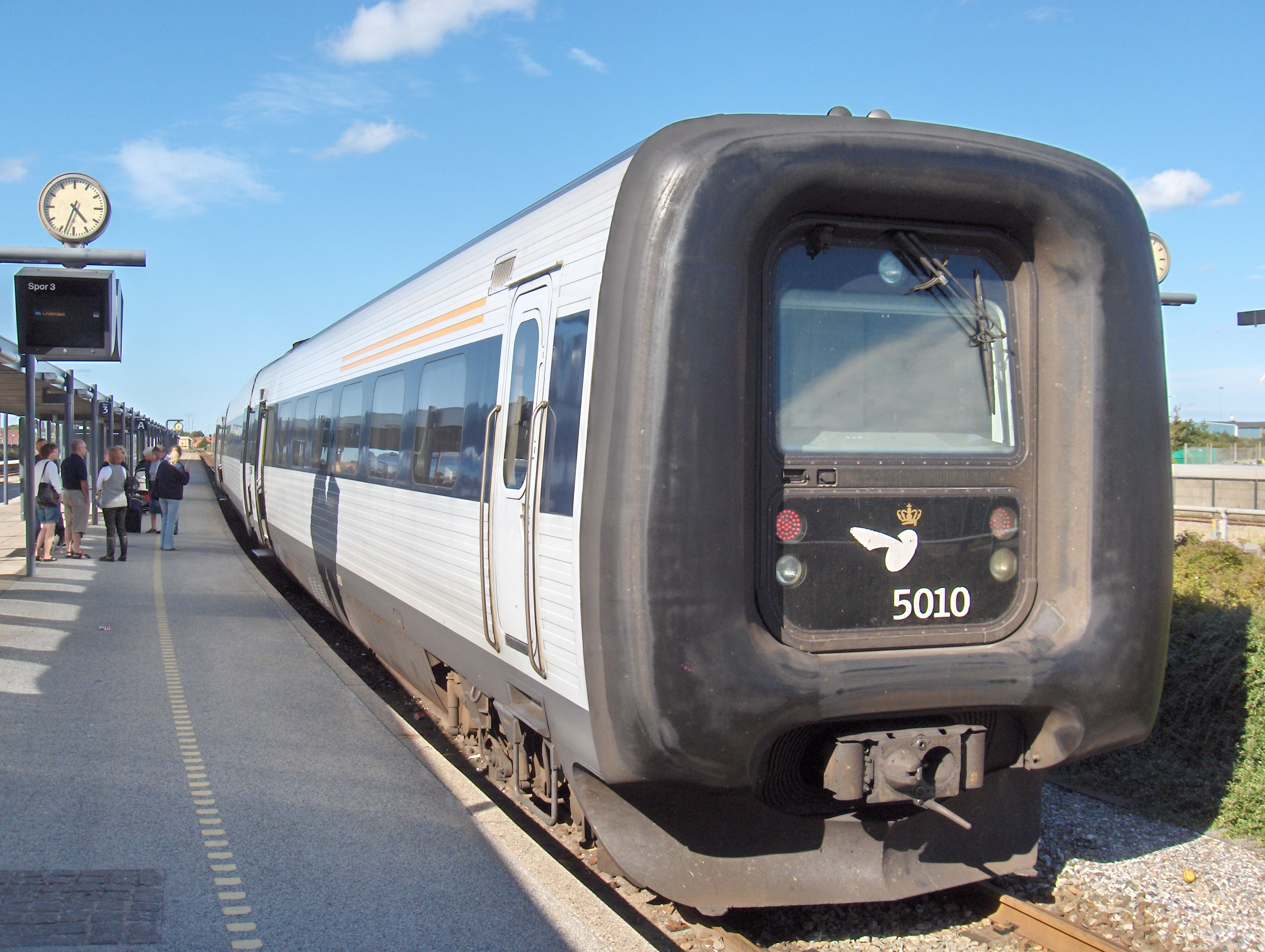
デンマーク国鉄IC3型気動車。袋状のゴムを空気で膨らませた幌。隙間ができず、またバッファとしても働く。
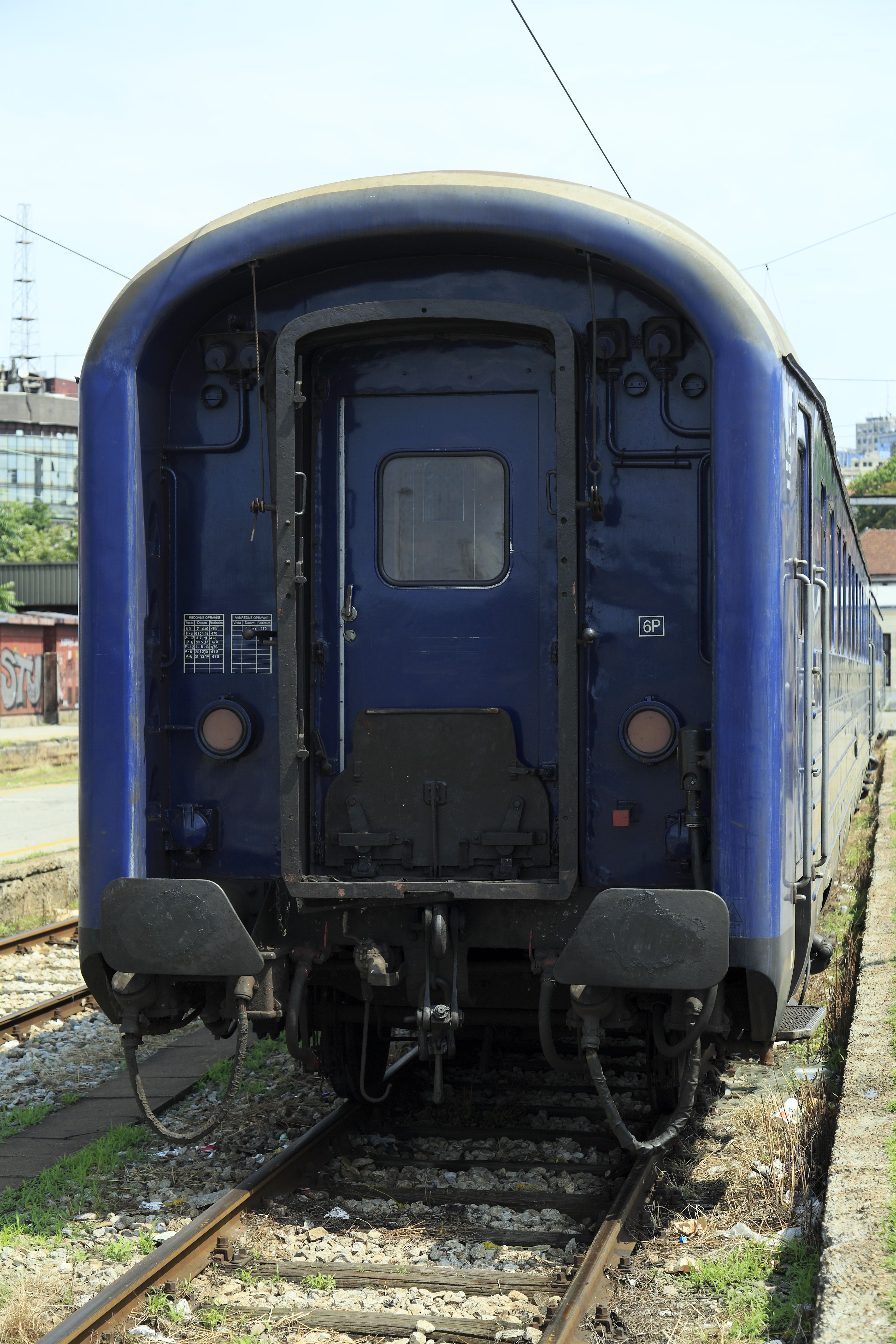
戦前以来のヨーロッパ大陸での貫通幌。昭和以降の日本のものと構造が類似。
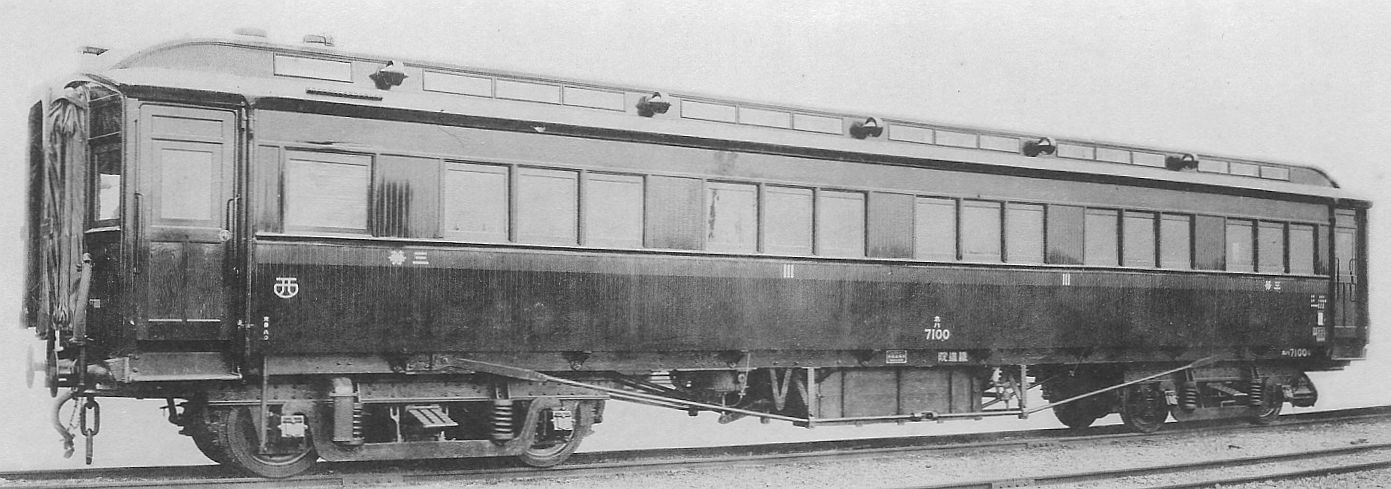
（日本）鉄道院基本形客車。ばね圧接式の幌を装備する。原理的には台湾のゴム幌と同じ。
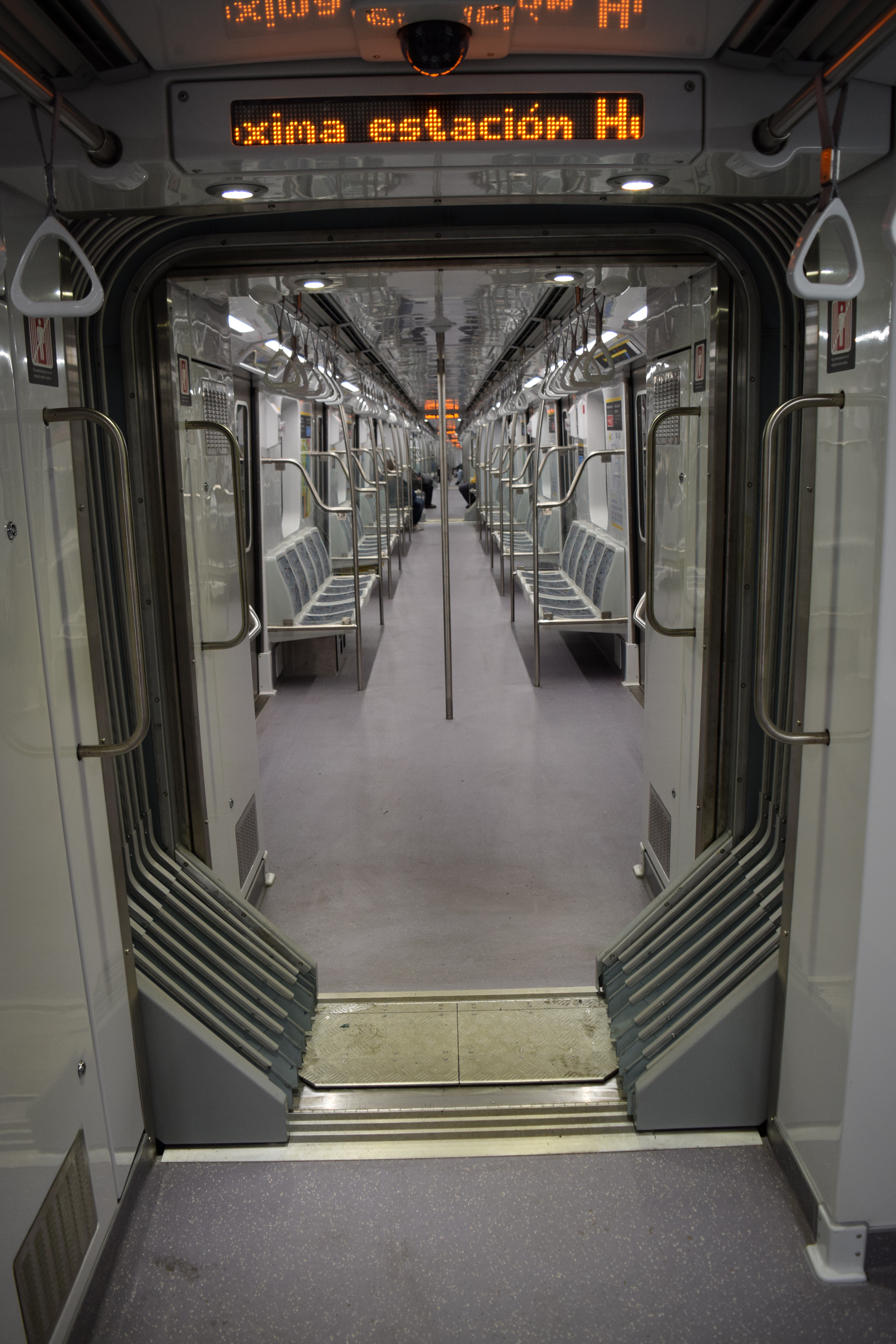
蛇腹式の幌。下部に出っ張り（スカート）を設け、渡り板の隙間への転落を防止している。

## その他
北海道の地名に幌がつくもの（札幌、幌延など）が多いが、アイヌ語のporo（大きい）に幌の字を当てたものであり、幌とは関係ない。